# 土居下町
土居下町（どいしたちょう）は、愛知県名古屋市東区の地名。

## 歴史

### 沿革
- 明治4年 - 武家屋敷地で町名のなかった地域であったが、愛知郡土居下町として成立[2]。
- 1878年（明治11年）12月20日 - 名古屋区成立に伴い、同区土居下町となる[2]。
- 1889年（明治22年）10月1日 - 名古屋市成立に伴い、同市土居下町となる[2]。
- 1908年（明治41年）4月1日 - 東区成立に伴い、同区土居下町となる[2]。
- 1911年（明治44年）11月1日 - 東区西二葉町および西区南外堀町にそれぞれ編入され、消滅[2]。